# هيرمان لونغ
هيرمان لونغ (بالإنجليزية: Herman Long)‏ هو لاعب كرة قاعدة أمريكي، ولد في 13 أبريل 1866 في شيكاغو في الولايات المتحدة، وتوفي في 17 سبتمبر 1909 في دنفر في الولايات المتحدة بسبب سل.

## وصلات خارجية
- هيرمان لونغ على موقع دوري كرة القاعدة الرئيسي (الإنجليزية)
- هيرمان لونغ على موقعبيزبول رفرنس.كوم (الدوري الرئيسي) (الإنجليزية)
- هيرمان لونغ على موقعبيزبول رفرنس.كوم (الدوري الثانوي) (الإنجليزية)
- هيرمان لونغ على موقع مشجعي الرسوم البيانية (الإنجليزية)